# Instituto Francés de Arqueología Oriental
El Instituto Francés de Arqueología Oriental (en francés: Institut Français d'Archéologie Orientale o IFAO), también conocido como Instituto Francés de Arqueología Oriental de El Cairo, es un instituto de investigación francés con sede en El Cairo, Egipto, dedicado al estudio de la arqueología, la historia y las lenguas de los distintos periodos de la civilización egipcia.
El IFAO depende del Ministerio de Educación Nacional, Enseñanza Superior e Investigación de Francia.
El Instituto realiza excavaciones arqueológicas y publica varios libros y revistas.

## Historia
La IFAO fue creada el 28 de diciembre de 1880 mediante un decreto firmado por el ministro francés de Instrucción Pública y Bellas Artes, Jules Ferry, por el que se creaba una Misión permanente en El Cairo, destinada a servir de contrapartida en Egipto a la Escuela Francesa de Atenas (Ecole française d'Athènes), la Escuela Francesa de Roma (Ecole française de Rome), bajo el nombre de École française du Caire.
En 1898, la Escuela adoptó su nombre actual de Instituto Francés de Arqueología Oriental. En 1907, el IFAO se trasladó al palacio Mounira. En 1929, se acometió una restauración del edificio, que incluyó la sustitución de la decoración de art nouveau de la fachada por neoclásica.
Desde febrero de 2011, el IFAO forma parte de la red Écoles françaises à l'étranger (EFE), compuesta por cinco establecimientos de enseñanza superior e investigación. Los otros cuatro establecimientos son la École française d'Athènes (Escuela francesa de Atenas), la École française de Rome (Escuela francesa de Roma), la École française d'Extrême-Orient (Escuela francesa de Extremo Oriente) y la Casa de Velázquez de Madrid.

## Administración

### Directores
Los directores de la Institución han sido los siguientes:
- 1880–1881: Gaston Maspero
- 1881–1883: Eugène Lefébure
- 1883–1886: Eugène Grébaut
- 1886–1898: Urbain Bouriant
- 1898–1912: Émile Chassinat
- 1912 Mons. Louis Duchesne
- 1912–1914: Pierre Lacau
- 1914–1928: Georges Foucart
- 1928–1940: Pierre Jouguet
- 1940–1953: Charles Kuentz
- 1953–1959: Jean Sainte-Fare Garnot
- 1959–1969: François Daumas
- 1969–1976: Serge Sauneron
- 1977–1981: Jean Vercoutter
- 1981–1989: Paule Posener-Kriéger
- 1989–1999: Nicolas Grimal
- 1999–2005: Bernard Mathieu
- 2005–2010: Laure Pantalacci
- 2010–2015: Béatrix Midant-Reynes
- 2015–2019: Laurent Bavay
- Desde junio de 2019: Laurent Coulon[6][7]

### Responsable de Relaciones Científicas y Técnicas
- Hasta 2008: Jean-Pierre Corteggiani
- 2008-2016 : Sibylle Emerit
- Desde 2016 : Amr Bahgat

## Publicaciones
El Instituto cuenta con una biblioteca que contiene más de 80.000 volúmenes, y también publica diversos libros y revistas. Los miembros científicos del IFAO pertenecen a dos secciones: la primera estudia los asuntos del Antiguo Egipto y la papirología, mientras que la segunda estudia los periodos copto e islámico.
Entre las revistas y libros del IFAO se incluyen:
- Annales islamologiques (AnIsl)
- Bibliothèque d'études
- Bulletin critique des Annales islamologiques (BCAI)
- Bulletin de la céramique égyptienne (BCE)
- Bulletin de l'Institut Français d'Archéologie Orientale (BIFAO)
- Cahiers des Annales islamologiques (CAI)
- Cahiers de la céramique égyptienne (CCE)
- Documents de fouilles de l'Institut français d'archéologie orientale (DFIFAO)
- Études alexandrines
- Études urbaines
- Fouilles de l'Institut français d'archéologie orientale (FIFAO)
- Mémoires publiés par les membres de l'Institut français d'archéologie orientale (MIFAO)
- Mémoires publiés par les membres de la Mission archéologique française du Caire (MMAF)
- Paléographie hiéroglyphique
- Publications du Service des antiquités de l'Égypte et de l'Ifao (PIFAO)
- Recherches d'archéologie, de philologie et d'histoire (RAPH)
- Répertoire chronologique d'épigraphie arabe (RCEA)
- Textes arabes et études islamiques
- Temples ptolémaïques
- Textes et traductions d'auteurs orientaux (TTA)
- Voyageurs occidentaux en Égypte